# Edwin Alderson

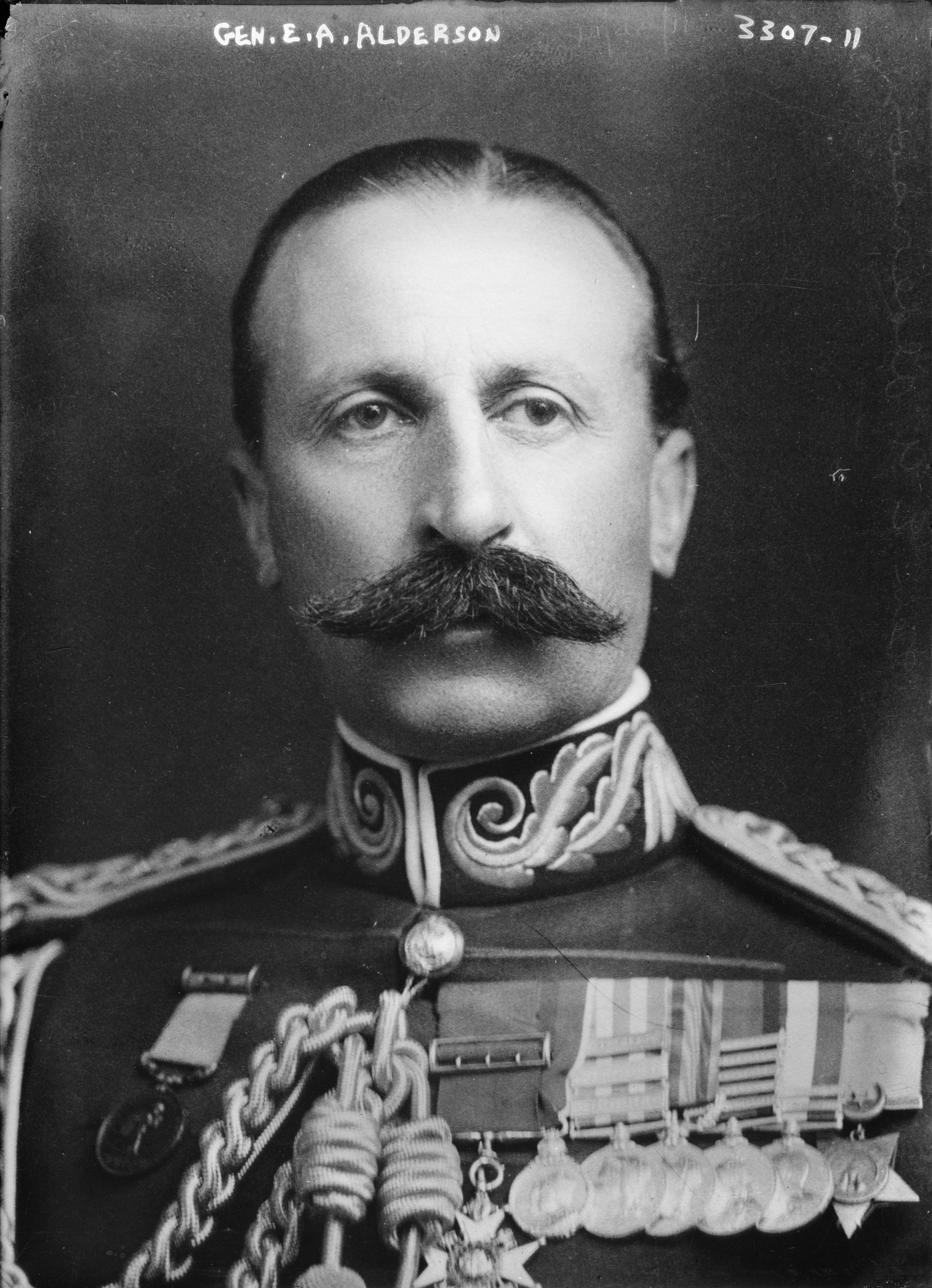
Edwin Alderson um 1910

Sir Edwin Alfred Hervey Alderson KCB (* 8. April 1859 in Capel St. Mary, Suffolk; † 14. Dezember 1927 in Lowestoft) war ein britischer Offizier, zuletzt Lieutenant-General, der im Ersten Weltkrieg als erster Kommandant des Canadian Corps fungierte, bis er, nachdem er wegen hoher Verluste unter den ihm anvertrauten Truppen in die Kritik geraten war, 1916 durch Julian Byng abgelöst und auf den Posten des Generalinspekteurs abgeschoben wurde.

## Leben
Alderson war der Sohn eines Berufsoffiziers der British Army. Er besuchte die Ipswich School und trat 1876 als 17-Jähriger in einer Miliz-Artillerieeinheit ein. Zwei Jahre später wechselte er ins Regiment seines Vaters, das Queen’s Own Royal West Kent Regiment. Mit diesem diente er in Nova Scotia, Gibraltar und schließlich in der Kolonie Natal im südlichen Afrika. Er wurde hier zum Depot Laing’s Nek der berittenen Infanterie detachiert. Er diente im Ersten Burenkrieg von 1881, im Krieg gegen Ägypten von 1882 und später im Sudan, wo er im Mounted Camel Regiment an der Gordon Relief Expedition von 1884/85 teilnahm.
1886 erhielt Alderson die Beförderung zum Captain und diente als Adjutant im Mounted Infantry Depot in Aldershot, Hampshire. Im selben Jahr heiratete er die Tochter eines Geistlichen. 1890 kehrte er in sein Stammregiment zurück, das er 1894 verließ, um das Staff College zu besuchen. Nach dem zweijährigen Kurs zum Major befördert, ging er erneut ins südliche Afrika, wo er 1896 in führender Position an der Niederschlagung des Matabeleaufstandes beteiligt war. Zurück in England und als Kommandeur der berittenen Infanterie der Garnison Aldershot schrieb er sein erstes Buch With the Mounted Infantry and the Mashonaland Field Force, 1896, das den Krieg und den taktischen Einsatz berittener Infanterie darin beschrieb. Es folgten 1898 die Schriften The Counter-attack sowie 1900 Pink and Scarlet or Hunting as a School for Soldiering über den Wert der Jagd für die militärische Ausbildung.
Im Frühjahr 1900, nach Ausbruch des Zweiten Burenkrieges, ging Alderson erneut nach Südafrika, wo er anfänglich unter seinem Freund Edward Hutton diente, der hier eine berittene Brigade aus Empire-Truppen befehligte. Später kommandierte Alderson selbst verschiedene Brigaden und war beteiligt am Entsatz von Kimberley sowie den Schlachten von Paardeberg und Driefontein. Auch an der Besetzung der Hauptstädte der Burenrepubliken (Bloemfontein und Pretoria) nahmen seine Truppen teil. Alderson, der hier auch kanadische Einheiten unter seinem Befehl hatte, sollte nach dem Willen Lord Mintos, des Generalgouverneurs, 1901 die Leitung der kanadischen Miliz übernehmen, was aber nicht zustande kam. Stattdessen kehrte er nach Aldershot zurück, wo er Generalinspekteur der berittenen Infanterie wurde. Er hatte für seine Dienste im Burenkrieg den CB erhalten, war Brevet-Colonel und Aide-de-camp der Königin Victoria.
Ab 1903 kommandierte Alderson für vier Jahre die 2nd Infantry Brigade in Aldershot, wurde 1906 zum Major-General ernannt und veröffentlichte 1908 sein Lessons from 100 Notes Made in Peace and War. Es schloss sich bis 1912 der Befehl über die 6th (Poona) Division der Britisch-Indischen Armee an. Anschließend auf halben Sold gesetzt, widmete er sich seinen Hobbys Jagen und Segeln, bis er nach Ausbruch des Weltkrieges 1914 neue Verwendung fand.
Er erhielt den Befehl über die Anfang August 1914 gebildete 1st Mounted Division, die aber nicht auf den Kontinent übersetzte, sondern in East Anglia blieb. Schon bald, im September 1914, erhielt er eine neue Verwendung als Kommandeur der Canadian Expeditionary Force. Hierbei spielte seine vorherige Erfahrung mit kanadischen Truppen in Südafrika eine Rolle. Mit Sam Hughes, dem kanadischen Minister für die Miliz und Verteidigung, geriet er schnell in Konflikte. Diese drehten sich zum einen um die mangelhafte Ausrüstung und Ausbildung der kanadischen Truppen, zum anderen um die Auswahl der Offiziere für die neu aufgestellten Einheiten. So wurde das Ross-Gewehr, für dessen Einführung sich Hughes persönlich starkgemacht hatte, von Alderson als unbrauchbar bewertet. Die britische Armee benötigte in dieser Zeit auch dringend frische Truppen, was aber wegen der nötigen Ausbildung der meist aus Milizeinheiten stammenden Soldaten nicht sofort umgesetzt werden konnte.

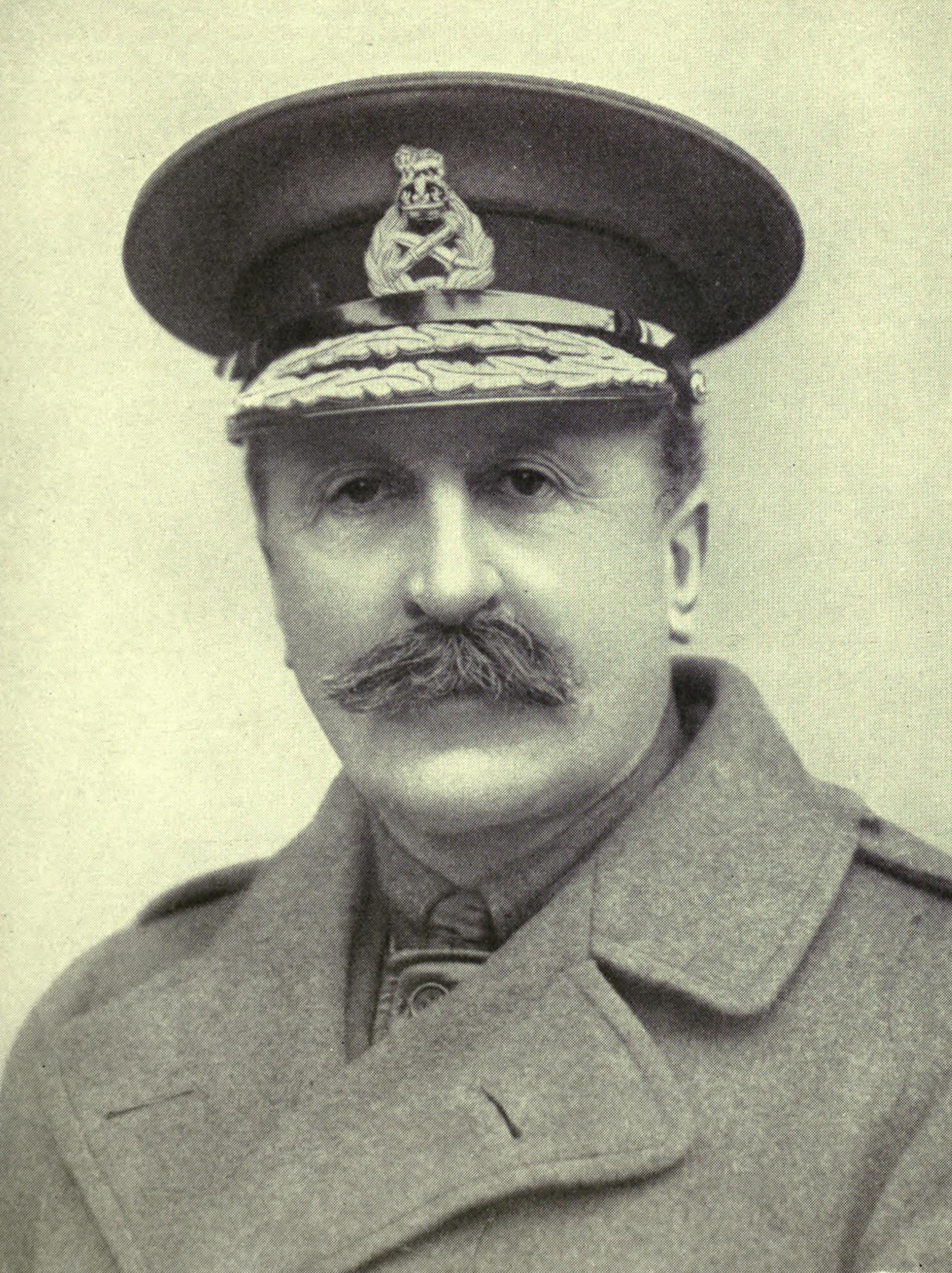
Alderson um 1915

Nach der Bildung der Canadian Division führte Alderson diese im Februar 1915 nach Frankreich. Nach kurzer Eingewöhnung an die Front bei Ypern verlegt, trug die Division die Hauptlast der Abwehr am ersten Tag der Zweiten Flandernschlacht (22. April 1915), bei der die benachbarten französischen und algerischen Einheiten unmittelbar dem deutschen Chlorgasangriff ausgesetzt waren und in großer Zahl flohen, sofern sie nicht getötet wurden. Dies bedeutete für die Kanadier eine Verdoppelung ihrer Frontbreite. In den folgenden zwei Tagen verlor die Division etwa die Hälfte ihrer Mannstärke, konnte aber den deutschen Einbruch weitgehend eindämmen bzw. verlangsamen. Alderson wurde in der Folge für die hohen Verluste von Hughes’ Vertreter in Frankreich, John Wallace Carson, unfair verantwortlich gemacht. Tatsächlich gingen diese auf eine Kombination von schwieriger Kommunikation, eigenwilliger Entscheidungen mancher Untergebener Offiziere (darunter Hughes’ Sohn) und der mangelhaften Ausrüstung zurück – allesamt Punkte, an denen Alderson keine Schuld trug. Die Schlacht von Festubert im Mai 1915 besserte die Situation keineswegs, erneut erlitt die Division hohe Verluste, diesmal über 2200 Mann. Alderson genoss jedoch nach wie vor das Vertrauen des Premierministers Robert Borden und führte nach der Ankunft einer zweiten Division weiterhin das kanadische Kontingent an der Westfront, das nun als Canadian Corps bezeichnet wurde.
Zu Beginn des Jahres 1916 steigerte sich die Auseinandersetzung mit Hughes zu einer tiefen Krise, als Alderson die Übernahme des britischen Lee-Enfield-Gewehrs empfahl und dies mit Umfragen unter kanadischen Soldaten zu stützen versuchte. Hughes reagierte wütend und griff Alderson persönlich an, unterstützt von seinen Sekundanten in Frankreich. Nach erneuten hohen kanadischen Verlusten in Gefechten um die Krater bei St. Eloi im April 1916, die primär auf Versagen hoher kanadischer Offiziere zurückgingen, griff Herbert Plumer, der Oberbefehlshaber der 2. Armee, ein und verlangte die Abberufung der Schuldigen. Als diese mit Rückendeckung Hughes’ einen solchen Schritt abwehrten, reichte Alderson seinerseits eine Bitte um Abberufung ein. Die Angelegenheit ging bis hinauf zum Oberkommandierenden des britischen Expeditionsheers, Sir Douglas Haig und zeigte die Abhängigkeit Großbritanniens von seinen Dominions, hier Kanada, schonungslos auf. Haig wählte eine möglichst beruhigende und versöhnliche Variante der Konfliktbeilegung, indem er Alderson als Generalinspekteur der kanadischen Truppen vorschlug und den höchst kompetenten Julian Byng als dessen Nachfolger empfahl. Im Gegenzug konnte er die Einführung des Lee-Enfield-Gewehrs in der CEF durchsetzen, gerade noch rechtzeitig vor der Schlacht an der Somme.
Alderson war vorab nicht informiert worden, dass sein neuer Posten rein repräsentativer Natur sein sollte, und als dies geschah, wurde ihm von britischer Seite eine Stellung als Generalinspekteur der Infanterie der British Army angeboten, die er annahm. Er blieb auf diesem Posten bis 1920 und schied dann im Alter von 61 Jahren aus dem aktiven Dienst.
Im Ruhestand fungierte Alderson als Regimentschef des Royal West Kent Regiment und betätigte sich sportlich, unter anderem im Royal Norfolk and Suffolk Yacht Club. Er starb im Dezember 1927 nach einem Herzinfarkt. Er wurde in Chesterton, Oxfordshire, beerdigt.

## Bewertung und Nachleben
Postum wurde Aldersons Rolle und Leistung als Kommandant der CEF eher positiv bewertet, so etwa auch in seinem Eintrag im Dictionary of Canadian Biography, der seine gewissenhafte Pflichterfüllung und seine Beliebtheit bei der Truppe hervorhebt. Er selbst sah sich als das Opfer politischer Intrigen, allen voran durch Sam Hughes, die seine Karriere ruiniert hatten. Seine fast zweijährige Führung kanadischer Truppen ist dennoch in der kanadischen Bevölkerung weitgehend unbekannt und wird nach wie vor von den hocherfolgreichen Nachfolgern Julian Byng und Arthur Currie überstrahlt.
Aldersons überlebende Frau sorgte dafür, dass seine Aufzeichnungen in den Besitz des britischen Staates übergingen. Sie befinden sich heute in der British Library und den Nationalarchiven Simbabwes.
Nach Alderson wurde 1915 ein Berggipfel im Waterton-Lakes-Nationalpark in Alberta benannt.